# Горњи Бучик
Горњи Бучик је насељено мјесто у Босни и Херцеговини у општини Бановићи које административно припада Федерацији Босне и Херцеговине. Према попису становништва из 1991. у насељу је живјело 437 становника.

## Становништво
| Националност       | 1991.        | 1981.        | 1971.        |
| Муслимани          | 433 (99,08%) | 461 (96,84%) | 290 (97,64%) |
| Срби               | 0            | 4 (0,84%)    | 5 (1,68%)    |
| Југословени        | 1 (0,22%)    | 11 (2,31%)   | 0            |
| Хрвати             | 0            | 0            | 1 (0,33%)    |
| остали и непознато | 3 (0,68%)    | 0            | 1 (0,33%)    |
| Укупно             | 437          | 476          | 297          |